# Cymbalaria muralis
Cymbalaria muralis é uma espécie de planta com flor pertencente à família Scrophulariaceae. 
A autoridade científica da espécie é G. Gaertn., B. Mey. & Scherb., tendo sido publicada em Oekonomisch-Technische Flora der Wetterau 2: 397. 1800.

## Portugal
Trata-se de uma espécie presente no território português, nomeadamente os seguintes táxones infraespecíficos:
- Cymbalaria muralis subsp. muralis - presente em Portugal Continental, no Arquipélago dos Açores e no Arquipélago da Madeira. Em termos de naturalidade é introduzida nas três regiões atrás referidas. Não se encontra protegida por legislação portuguesa ou da Comunidade Europeia.

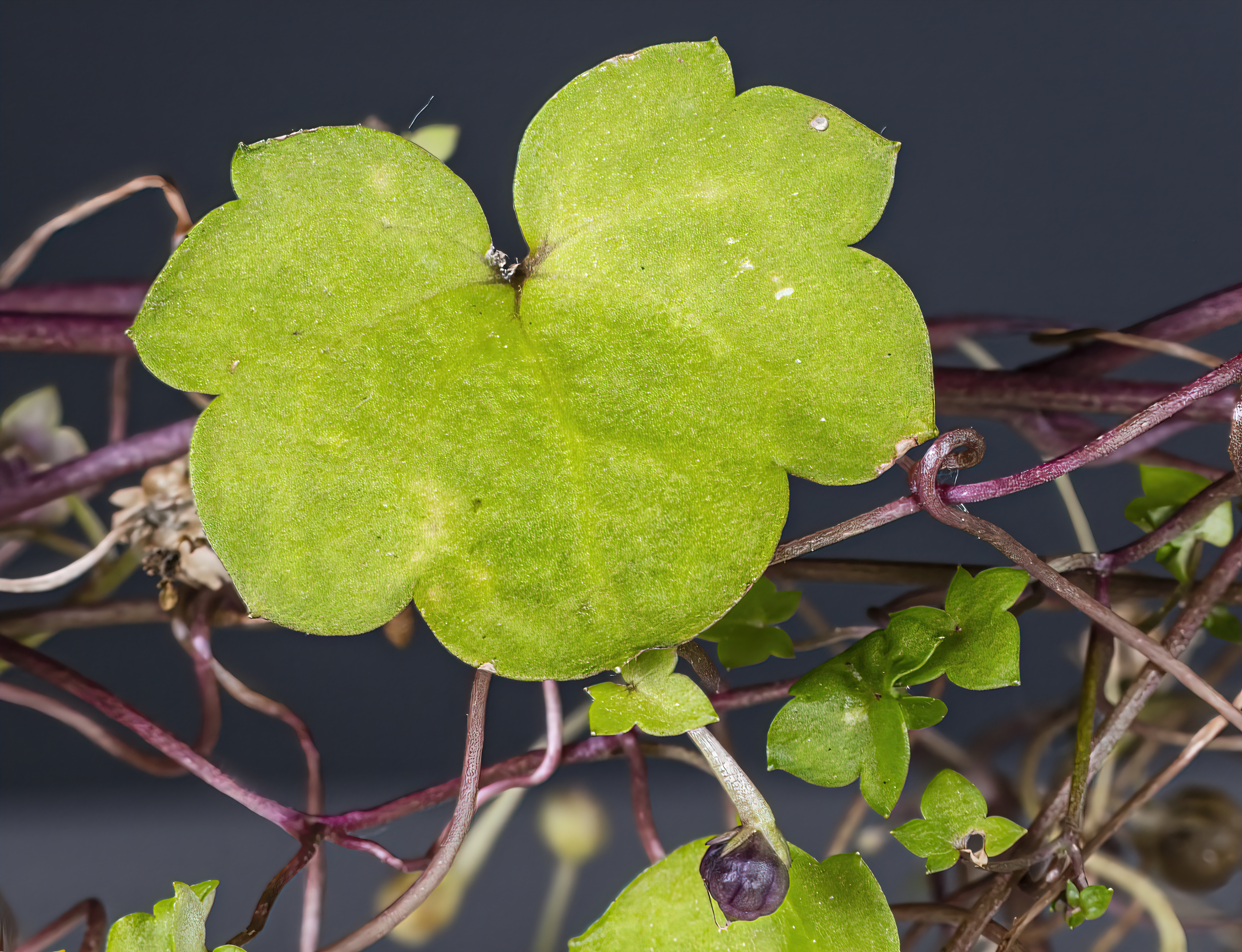
Folha
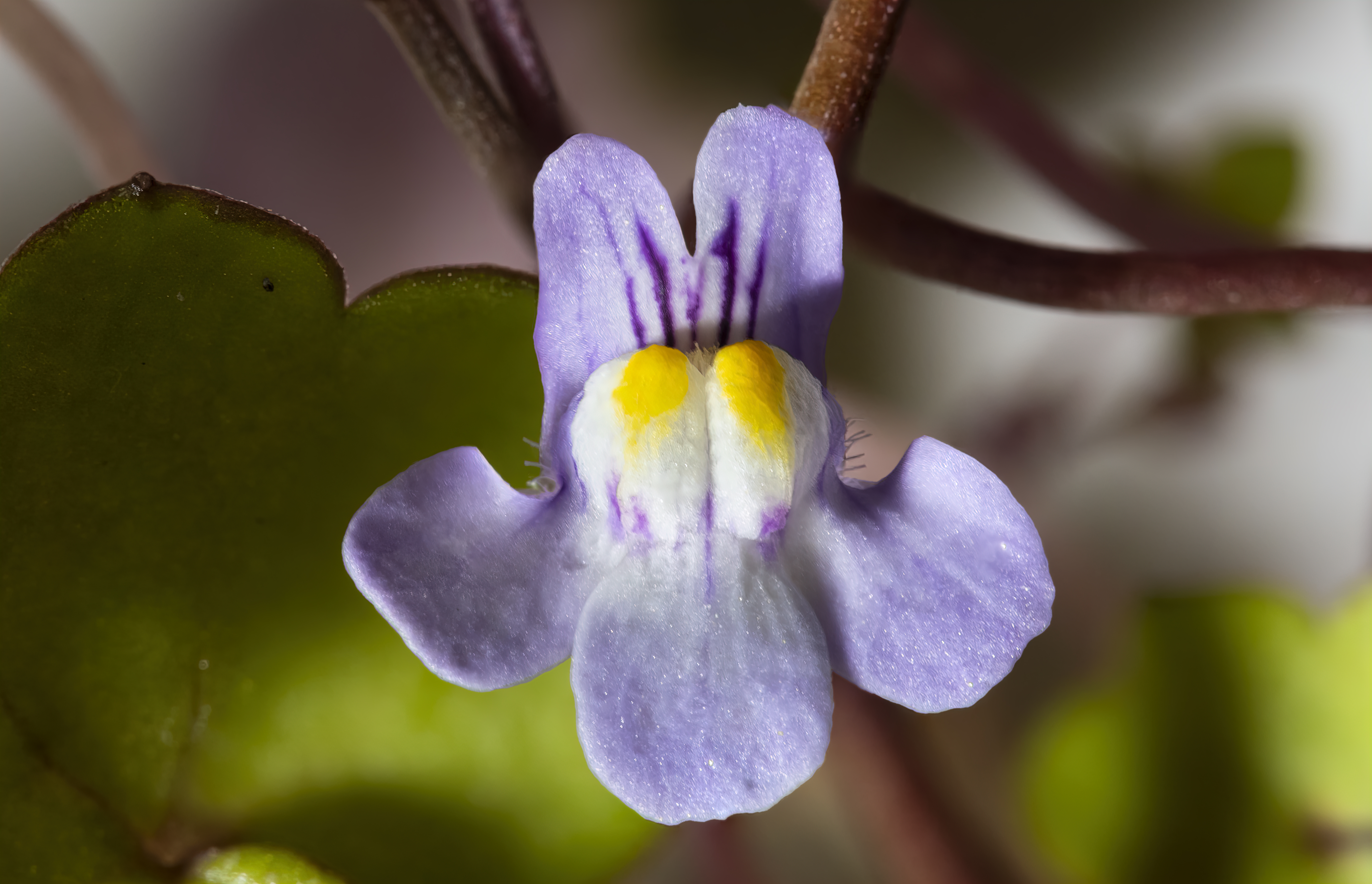
Flor
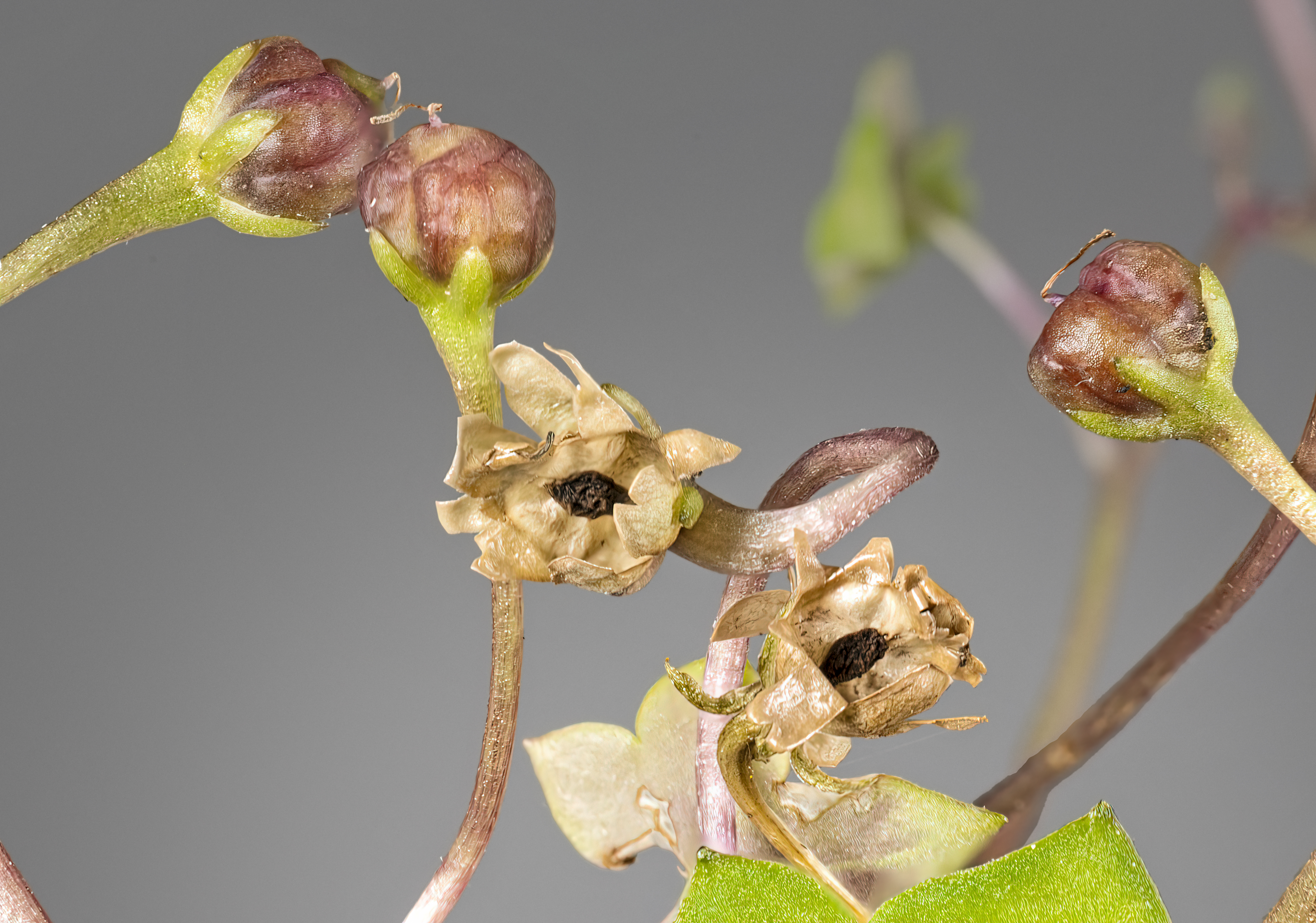
Frutas